# Acanthocreagris aelleni
Espèce
Acanthocreagris aelleni est une espèce de pseudoscorpions de la famille des Neobisiidae.

## Distribution
Cette espèce est endémique de Corse en France. Elle se rencontre à Sisco dans la grotte de Sisco.

## Description
Le mâle holotype mesure 2,4 mm.

## Étymologie
Cette espèce est nommée en l'honneur de Villy Aellen.

## Publication originale
- Mahnert, 1978 : Pseudoskorpione (Arachnida) aus der Hohle Sisco (Korsika). Revue Suisse de Zoologie, vol. 85, no 2, p. 381-384 (texte intégral).